# Andraž nad Polzelo
Andraž nad Polzelo este o localitate din comuna Polzela, Slovenia, cu o populație de 728 de locuitori.